# Cristo atado a la columna con San Pedro y donantes
Cristo atado a la columna con San Pedro y donantes es una pintura del artista español Alejo Fernández. La obra fue creada alrededor del año 1508 durante la etapa más temprana del pintor, que se desarrolló en Córdoba. Originalmente se encontraba en la sacristía del convento de Santa Clara. Actualmente se conserva en el Museo de Bellas Artes de Córdoba (España).

## Descripción
La pintura representa la escena de Cristo atado a la columna. A su derecha, aparece la imagen de San Pedro arrodillado. También arrodillados y de tamaño más pequeño aparecen tres donantes. Estos donantes son Alfonso y Violante de Aragón, que vivieron en el mismo solar donde se levanta el convento; y Sancha Díaz, hermana del fundador del mismo.